# 沃德 (特拉華州)
沃德（英語：Ward）是位於美國特拉華州蘇塞克斯縣的一個非建制地區。該地的面積和人口皆未知。

## 地理
沃德的座標為38°29′07″N 75°28′40″W / 38.48528°N 75.47778°W，而該地的平均海拔高度為15米（即49英尺）。